# Манявский водопад
Манявский водопа́д (укр. Манявський водоспад) — водопад в Украинских Карпатах (массив Горганы), гидрологический памятник природы общегосударственного значения.. Расположен в пределах Ивано-Франковского района Ивано-Франковской области, на юго-запад от села Манявы.
Водопад расположен на реке Манявка (приток Быстрицы Солотвинской), в живописном ущелье, среди отвесных гор. Высота падения воды ок. 20 м. Один из самых высоких водопадов в Украинских Карпатах. Приблизительно 200 м долины реки Манявки у водопада имеет форму каньона с высотой стен до 20 м. Ниже по течению — несколько порогов высотой до 2 м.

## Галерея

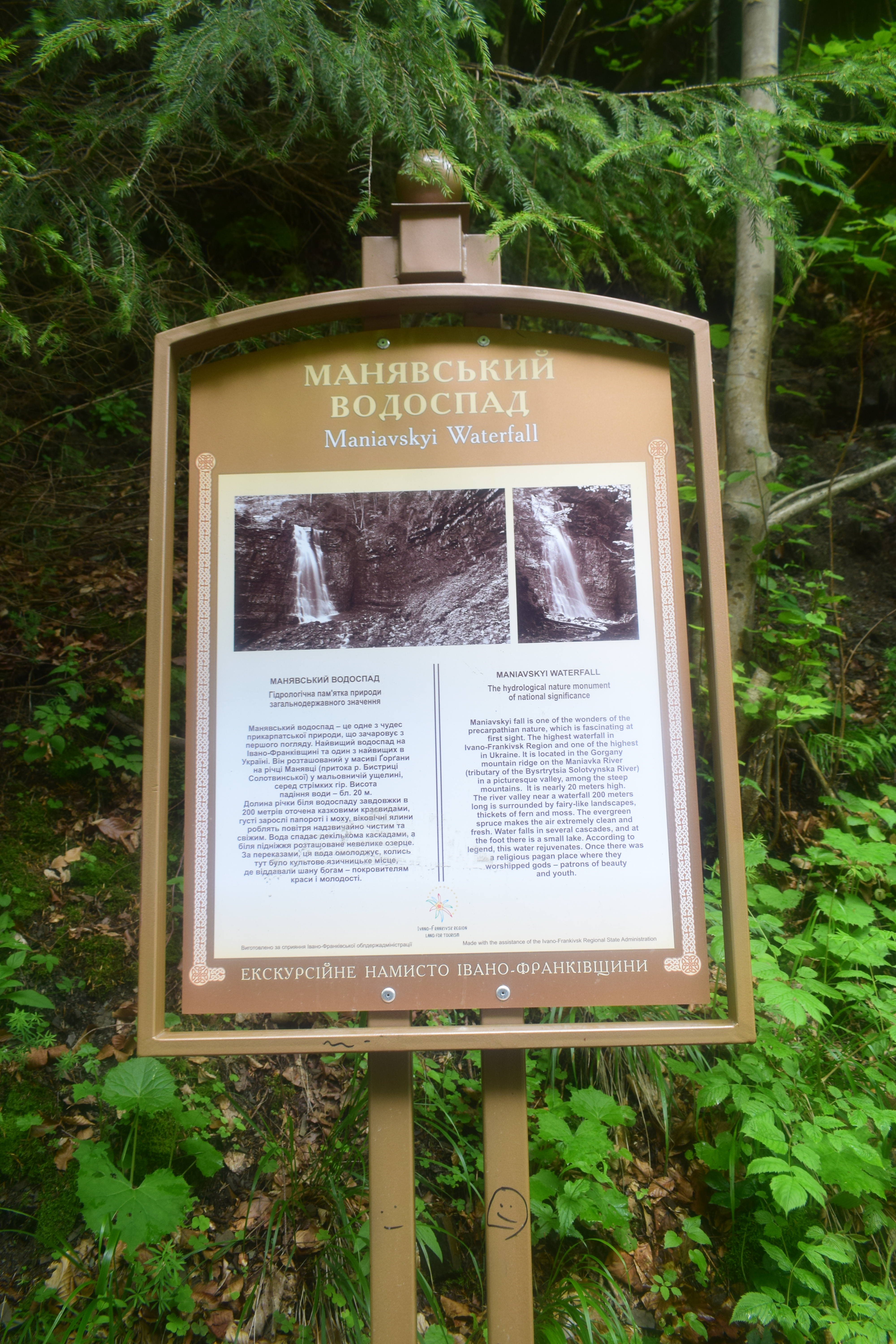
Информационня табличка возле водопада
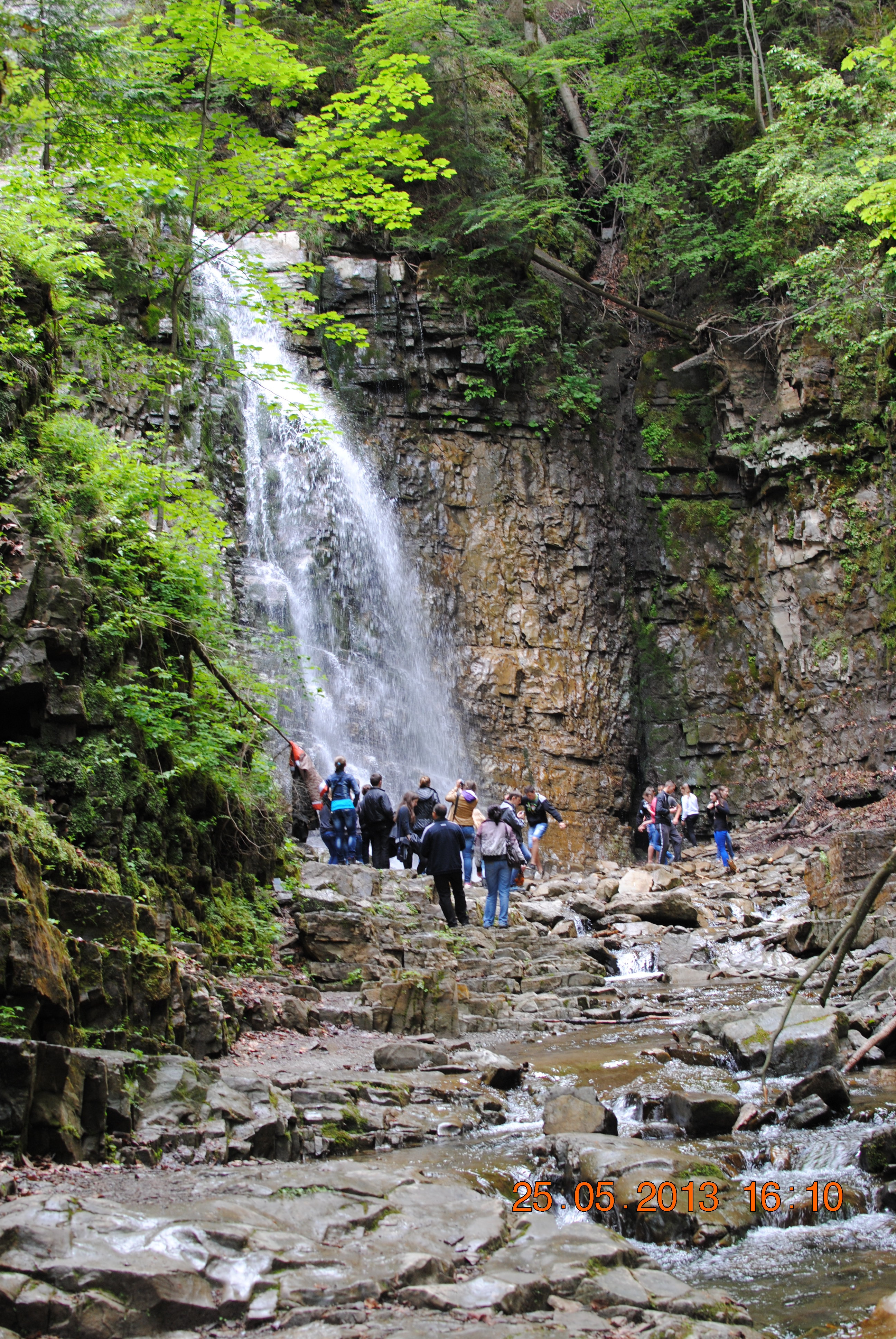
Водопад издали
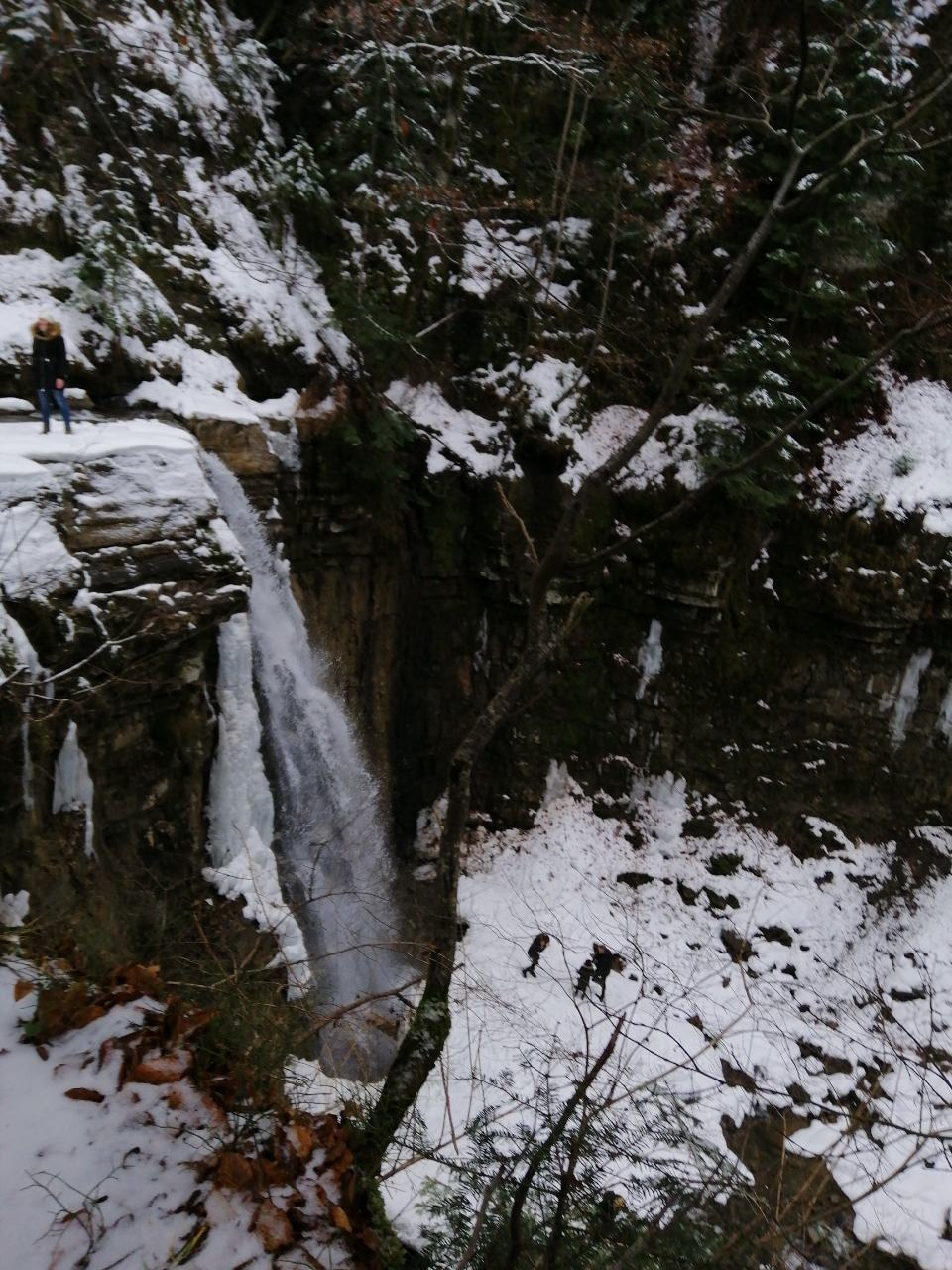
Водопад зимой
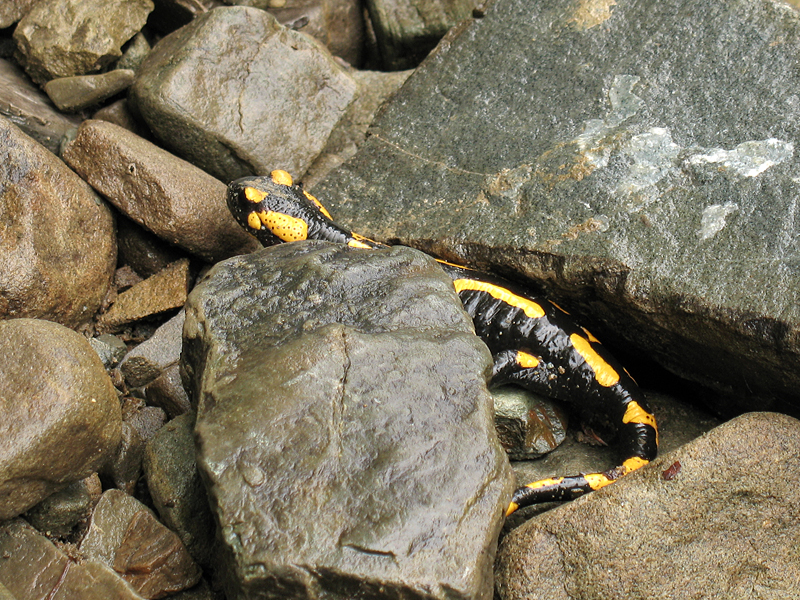
Саламандра возле водопада
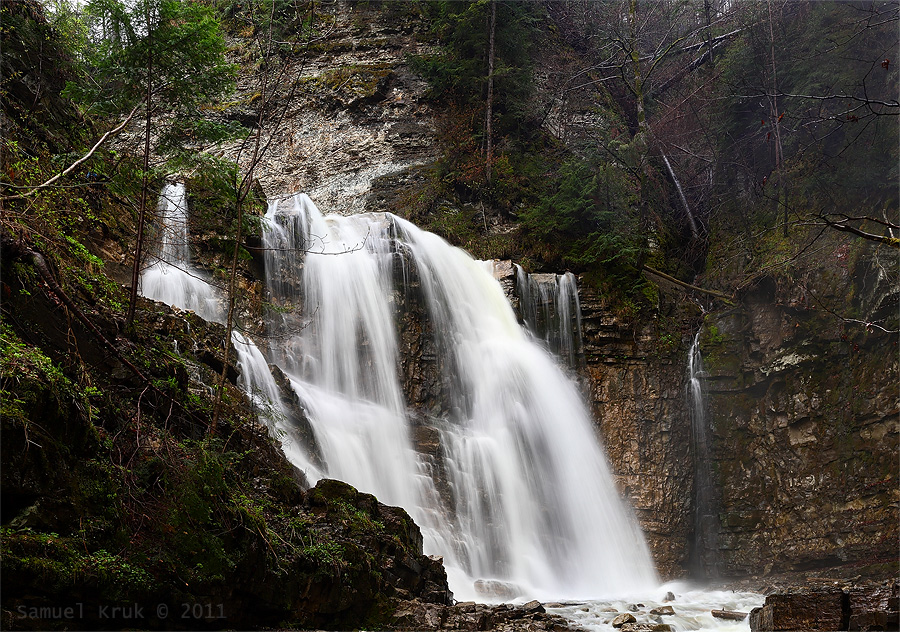
Водопад во всей красе